# VCD
O Video Compact Disc é um formato que permite reproduzir vídeos a partir de um CD. No VCD os arquivos são gravados de uma maneira padrão para assim garantir a leitura e reprodução em outros aparelhos capazes de ler VCD. A maioria dos DVD Players existentes no mercado reproduzem VCD.

## História
O padrão VCD foi criado em 1993 e lançado comercialmente no final deste ano nos Estados Unidos, Europa e Japão. O VCD foi a segunda tentativa de estabelecer um padrão digital de disco óptico para filmes após o Laserdisc - suas vantagens eram o disco ser um CD comum de 12 cm de diâmetro como os CD de áudio. Na época, aparelhos VCD Players e filmes em disco eram vendidos em lojas, mas o formato não pegou, sendo rejeitado por consumidores e pela industria do cinema pois os primeiros drives Gravadores de CD chegavam ao mercado também nesta época e era relativamente fácil copiar os discos que não tinham nenhum sistema de proteção.
Poucos filmes foram oficialmente lançados neste formato, entre eles Top Gun. Os aparelhos tiveram vendagem muito baixa, sendo substituidos pelo padrão CD-i que eram capazes de reproduzir VCD. O VCD não deu certo e foi abandonado no Ocidente - seu fracasso culminou com estudos para criar um novo padrão que em 1996 viria a ser o DVD.
Porém, na Ásia, especialmente na China o VCD vingou e se tornou a principal fonte de comercializar filmes. Os filmes eram re-lançados no país em VCD que rapidamente abandonou o VHS nos anos 90. Por lá, aparelhos VCD se popularizaram e placas descompressoras MPEG-1 para PCs se tornaram muito populares.
No final dos anos 90, o VCD se popularizou na Internet como uma forma rápida e pequena de encodar filmes e distribuir a terceiros. A popularização dos aparelhos DVD que são compatíveis com o VCD deu uma nova vida ao formato que foi bastante distribuido até meados dos anos 2000.

## Uso
Pode-se reproduzir VCD com a maioria dos aparelhos de DVD, desde que possuem chip descompressor MPEG-1, ou em aparelhos antigos como os players CD-i, o Video game 3DO e placas PCI descompressoras MPEG-1.
A reprodução também é possível através de computadores, desde o Windows 95 através de decoders MPEG-1. Alguns Video games modernos também podem reproduzir o VCD .

## Especificações
Permite armazenar de 74 a 80 minutos de vídeo, dependendo da capacidade da mídia.

### VCD 1.1
- Disponível a partir de 1993
- Sistema NTSC
- Resolução 352x240 pixels (240p)
- Compressão de vídeo MPEG

### VCD 2.0
- Disponível a partir de 1995
- Sistema NTSC ou PAL
- Resolução 352x240 / pixels (240p) (NTSC) / 29,97 fps (taxa de quadros por segundo )
- Resolução 352x288 pixels (240p) (PAL) / 25 fps (taxa de quadros por segundo )
- Compressão de vídeo MPEG

### Variações do VCD
Existem algumas versões do VCD com melhorias que foram criadas na China e também popularizadas na Internet:
- SVCD - Super Video Compact Disc: permite a resolução de 480 × 480 pixels (360p), com compressão de vídeo MPEG2. Um CD normal consegue armazenar no máximo 50 minutos de vídeo neste formato.
- XSVCD - Extended Super Video Compact Disc: A compressão é feita com o MPEG2.
- XVCD - Extended Video Compact Disc: Tem maior resolução que o VCD comum porém, menos tempo de vídeo em um CD.